# 윌리엄 레인 크레이그

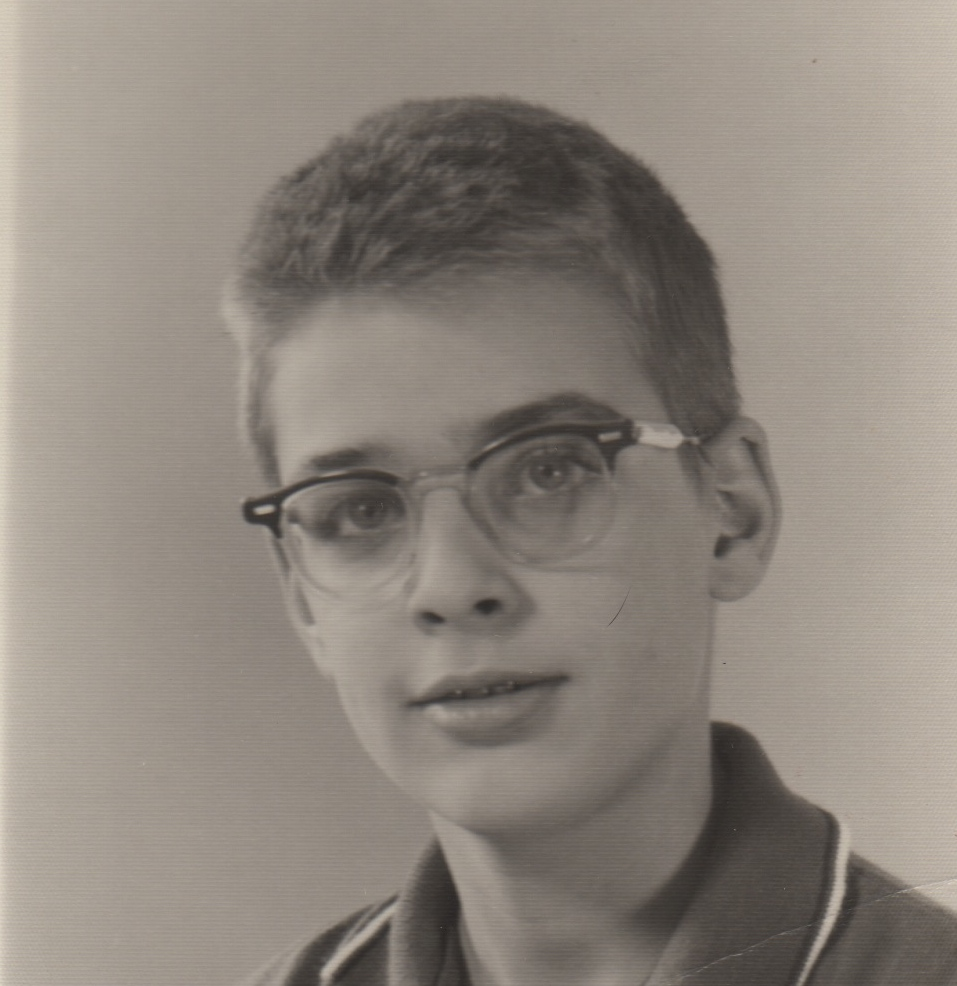
중학생 시절의 크레이그

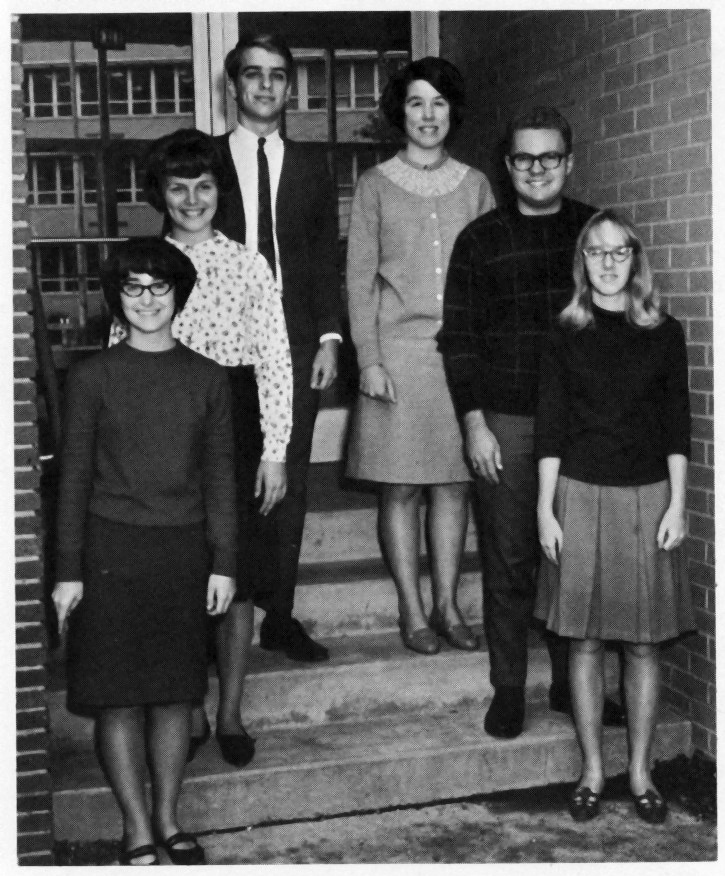
East Peoria Community 고등학교 수학 클럽. 왼쪽 맨 윗줄이 크레이그

윌리엄 레인 크레이그(William Lane Craig, 1949년~)는 미국의 기독교 변증가이자 분석 기독교 철학자, 그리고 신학자이다. 크레이그의 철학 연구는 종교 철학과 형이상학에 집중되어 있다. 그의 신학적 관심사는 역사적 예수와 철학신학이다. 그는 대중적인 무신론자들과의 신 존재에 대한 공개토론으로 널리 알려져 있는데, 예를 들면 크리스토퍼 히친스나 샘 해리스, 로렌스 크라우스 등과의 토론 경험이 있다.
크레이그는 온라인 변증 사역지인 ReasonableFaith.org를 세웠다. 그의 최근 논문은 신적 자존성 (en:Aseity divine aseity)에 대한 연구를 다루고 있다. 크레이그는 또한 여러 권의 저서를 쓰기도 하였는데, 대표적으로 Reasonable Faith 등이 있다.

## 사상

### 칼람 우주론적 논증
크레이그는 그가 사용하는 버전의 우주론적 논증으로 가장 널리 알려져 있는데, 이는 중세 이슬람 역사에서 나온 논증이기에 칼람 우주론적 논증이라 불린다.
칼람 우주론적 논증은 다음과 같이 진행된다.

#### 1. 모든 존재하기 시작한 것은 그 존재에 대한 원인을 지닌다.
'모든 존재하기 시작한 것은 그 존재에 대한 원인을 지닌다'는 전제는 명백히 참으로 보인다. 오히려 이것을 거짓이라고 말하는 것보다는 훨씬 나아 보인다. 무언가가 원인없이 나올 수 있다는 주장은 사실 마술보다 못한 주장이며, 현대 과학에도 반하는 필연적 진리에 기초한다. 만약 모든 존재하기 시작한 것이 필연적으로 존재에 대한 원인을 가지지 않을 수도 있다면, 왜 원인없이 존재하는 것이 없는지에 대해서는 설명은 없는가. 또한 이 전제는 우리의 경험을 통해 증명된다. 우리는 모든 것이 그 이전의 원인을 통해 존재한다는 것을 경험하고 있다.

#### 2. 우주는 존재하기 시작했다.
이 전제를 증명하는 근거로 철학적 근거와 과학적 근거가 있다.
철학적 논증의 핵심은 '잠재적 무한'과 '실제적 무한'의 차이다. 수학적으로 '잠재적 무한'은 존재할 수 있지만 우리가 사는 세계에서 '실재적 무한'은 존재할 수 없다. 다시 말해 무한한 과거로의 퇴보는 불가능하다. 설령 무한한 과거로부터 시작해 현재에 도달하고자 해도 '무한'이란 존재가 필연적이다. 그러므로 '실제적 무한'이 존재할 수 없다는 전재가 참이라면, 과거의 숫자들은 반드시 유한성을 지니며, 그 시작점이 존재할 수 밖에 없다.

과학적 논증의 증명은 '빅뱅이론'과 '열역학 법칙'으로 가능하다. 에드윈 허블이 발견한 '적색편이'를 통해 우주는 시간의 흐름에 따라 팽창하고 있음이 과학적으로 증명되었고, 이는 곧 시간을 역행하면 우주는 축소한다는 의미다. 그렇게 137억 년을 역행하면 우주는 '특이점'이라고하는 고밀도, 고에너지의 점이 된다. 즉, 시작이 있다는 의미다. 또한 우주가 시작점을 지녀야 한다는 전재는 표준 모형과 비표준 모형을 망라하고 모든 모델에 적용된다.
열역한 제2법칙(엔트로피 법칙)은 제한된 시간 내에 우주가 무질서한 상태가 될 것으로 예측한다. 따라서 우주가 이미 영원한 시간동안 존재했다면, 우주는 이미 황폐한 상태가 되어야하지만 우주는 여전히 질서있게 운행하고 있다. 그러므로 우주는 반드시 유한한 과거로부터 시작했다는 결론에 도달할 수 있다.

#### 3. 그러므로 우주에는 원인이 있다.
우주에는 원인이 있어야 한다. 그렇다면 우주의 원인은 무엇이며 또 어떤 성질을 지니고 있어야 할까? 우주를 창조해야 하므로 적어도 우주 밖에 있어야 하며, 시간과 공간의 원인이기에 시공을 초월하는 존재여야 한다. 다시 말해 우주는 시공을 초월한 영원불변성을 지니며, 비물질적이여야 한다. 그 이유는, 모든 영원한 것은 불변해야 하며, 불변하는 것은 물질적이지 않고, 물리적이지 않아야 한다. 물질에는 변화가 필연적이기 때문이다. 정리하자면, 우주의 원인은 시공을 초월한 영원한 존재이며, 우주 밖에 존재해야 한다.
마지막으로, 우주의 원인이 되는 이 초월적 존재는 필연적으로 인격적이어야 한다. 비물질적으로 존재할 수 있는 것은 수학 법칙처럼 추상적이거나 육체를 초월한 정신적인 것, 이 두 가지 외에는 없다. 추상적인 것들은 그 어떤 것도 만들 수 없다. 예를 들어 9라는 숫자가 무엇을 만들어 내는 것은 불가능한 것처럼 말이다. 따라서 우주가 존재한다면 그것은 반드시 육체를 초월한 정신적인 존재여야 한다. 더 나아가 우주의 원인은 필연적으로 인격성을 지니며, 모든 것의 시작점은 시작점 없는 원인을 지녀야 한다.
모든 전제를 종합해보면, 원인없이 존재하며, 시작점이 없고 영원불변하며, 비물질적이며, 시공을 초월하여 상상할 수 없을 정도로 강력한 힘을 지닌 인격적 존재가 우주의 원인이라는 결론에 도달하며, 우리는 그러한 존재를 '신'이라고 부른다. 지구상에 존재하는 모든 종교가운데 이런 우주론적 논증에 부합하는 종교는 기독교 외에 존재하지 않으며, 기독교 경전에서는 우주의 원인이 되는 신을 '하나님'이라고 부른다.

### 예수 부활 논증

#### 1. 저명한 신약학자와 사학자들은 예수의 부활을 암시하는 근본적인 4가지 팩트들을 인정한다
- 1. 예수는 십자가형을 당하고 죽어 아리마대 요셉의 무덤에 안치되었다
- 2. 예수의 무덤은 여자들에 의해 빈 무덤으로 발견되었다.
- 3. 예수를 핍박하던 바울과 예수의 형제 야고보가 갑자기 회심하여 기독교인이 되었다.
- 4. 제자들은 목숨을 걸고 예수의 부활을 전했고 죽음 앞에서도 자신들의 주장을 철회하지 않았다.

#### 2. 위의 역사적 팩트들은 설명을 요구한다
- 음모론, 환각설, 쌍둥이설 등 여타 자연주의적 가설은 4가지의 팩트들을 정확히 설명해내지 못했기에 학계에서 모두 반박되었다.

#### 3. 예수의 부활이 역사적으로 사실이라면 위의 4가지 팩트들은 모두 완벽히 설명된다.
4. 그러므로 다른 대체 가설을 통해 더 훌륭한 입증을 해내기 전까지는 예수의 부활이 역사성을 띤 사실로 믿어질 만한 자격이 있다.

## 저서
*복음주의 변증학-정교한 이성을 통하여
*예수 부활 논쟁

## 그에게 영향을 준 인물
- 에드워드 카넬 < Introduction to Christian Apologetics >
- 앨빈 플랜팅가 < The Nature of Necessity >
- 스튜어트 해켓트 < Resurrection of Theism >
- 토마스 아퀴나스 : 하나님의 존재를 증명하는 다섯가지 방법
- 휴고 그로티우스 <De Veritate Religionis Christianae >
- 윌리엄 페일리 : < Natural Theology >

## 비판
크레이그는 기독교 역사적 공의회인 제3차 콘스탄틴 공의회에서 이단으로 정죄된 내용인 단의론을 주장한다. 이 이론은 그리스도의 의지가 한 개라는 주장이다. 이것은 그리스도가 신성과 인성 각각의 구별된 본성이 각각의 고유한 의지를 갖고 있다는 것으로, 정통적 교리에 반대되는 주장이다.

## 더 읽어볼 것
- Chad Meister (n.d.). "Philosophy of Religion". Internet Encyclopedia of Philosophy. Retrieved 11 August 2015.
- Nathan Schneider (2013년 7월 1일). “The New Theist: How William Lane Craig became Christian philosophy's boldest apostle”. 《The Chronicle of Higher Education》.